# Gare de Vézelise
La gare de Vézelise est une gare ferroviaire française, fermée, de la ligne de Jarville-la-Malgrange à Mirecourt située sur le territoire de la commune de Vézelise dans le département de Meurthe-et-Moselle, en région Grand Est.
Édifiée par la Compagnie des chemins de fer de Nancy à Vézelise, la gare, alors terminus de la ligne, est mise en service par la Compagnie des chemins de fer de l'Est le 11 novembre 1872. C'est une gare de la Société nationale des chemins de fer français (SNCF), fermée, depuis la suspension du trafic voyageurs de cette section de la ligne en décembre 2016.

## Situation ferroviaire
Établie à 304 mètres d'altitude, la gare de Vézelise est située au point kilométrique (PK) 32,390 de la ligne de Jarville-la-Malgrange à Mirecourt, entre les haltes fermées de Tantonville et de Forcelles-Saint-Gorgon.

## Histoire
La gare de Vézelise est inaugurée le 27 octobre 1872, les deux trains officiels partis de Nancy en début de matinée arrivent en gare à midi. Les locomotives sont bénies par l'Évêque de Nancy et un hommage est rendu à Jules Tourtel, l'homme d'affaires qui est à l'origine de la création de ligne. Pour la suite des festivitées, les trains repartent en direction de la gare de Tantonville où se situe l'embranchement menant à la brasserie Tourtel. La Compagnie des chemins de fer de Nancy à Vézelise, concessionnaire de cette ligne qu'elle à construite, en a confié l'exploitation à la Compagnie des chemins de fer de l'Est par le traité du 27 juin 1872 (officialisé par le décret du 18 octobre 1873)fê. La gare et la ligne sont officiellement mises en service par la Compagnie de l'Est le 11 novembre 1872.

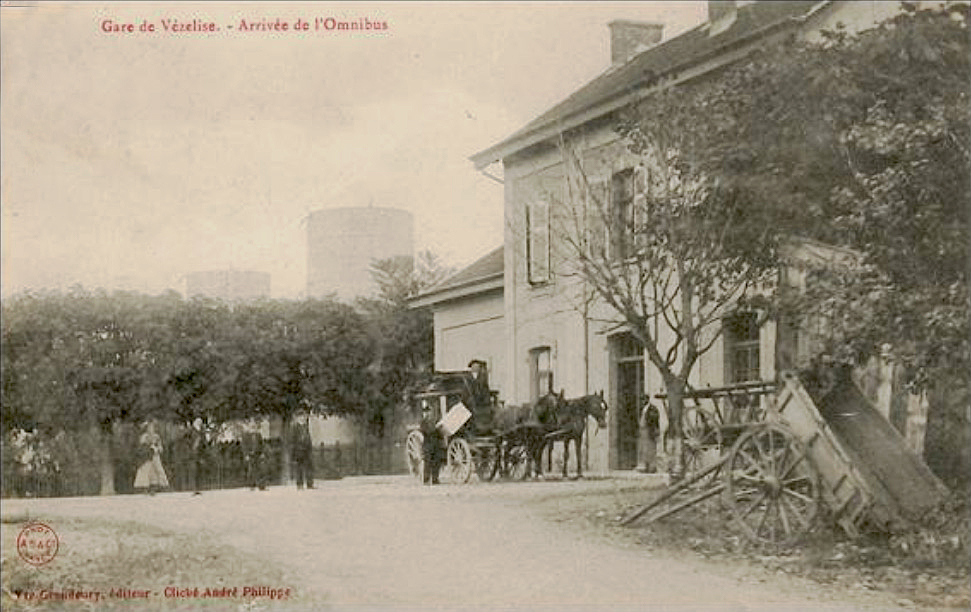
La gare et l'omnibus hippomobile.

La gare est située sur le point le plus élevé de la commune, à distance du centre ville, bien que la municipalité ait consenti une subvention de 28 000 francs et insisté pour qu'elle en soit plus proche. Pour résoudre ce problème, un omnibus hippomobile fait les trajets entre le bourg et la gare. Au mois de septembre la gare a eu sa plus forte affluence avec l'arrivée d'environ 6 000 pèlerins venus en train de Nancy pour participer aux « fêtes du couronnement de la Vierge de Sion ».
Vézelise, devient une gare de passage le 22 décembre 1879 lors de l'ouverture à l'exploitation de la ligne de Vézelise à Mirecourt par la Compagnie de l'Est. La deuxième voie est établie en 1884 sur la totalité de la ligne, dont le tronçon devant la gare.
Le 18 décembre 2016, la gare de Vézelise est fermée au service des voyageurs du fait de la suspension de ce service, entre Pont-Saint-Vincent et Vittel. La raison invoquée, par la SNCF : « des soucis de vétusté de la ligne avec des travaux colossaux à réaliser sur les voies. Une réhabilitation évaluée à cent millions d'euros ».

## Service des voyageurs
Gare fermée, le trafic voyageurs est suspendu depuis décembre 2016. Les cars de substitutions n'ont pas d'arrêt à la gare mais, suivant les jours et horaires, en différents lieux de la commune.

## Service des marchandises
Le site de la gare comporte des « voies de service commercialisables ».

## Patrimoine ferroviaire
Le bâtiment voyageurs de la gare.